# Лиджиев, Телтя
Телтя́ (Тельтя) Лиджи́ев (калм. Төөлт Лиҗин; 22 декабря 1906, Енотаевка (сегодня — Енотаевский район, Астраханская область), Астраханская губерния, Российская империя — ноябрь 1970 года, Калмыцкая АССР, РСФСР) — калмыцкий рапсод, сказитель калмыцкого эпоса «Джангар», джангарчи.

## Биография
Родился 22 декабря 1906 года в посёлке Енотаевке Астраханской губернии в бедной калмыцкой семье. В раннем детстве лишился родителей и был вынужден батрачить, пася скот богатого калмыка. Познакомившись с джангарчи Оконом Бадмаевым (калм. Бадмин Окон), стал учить наизусть песни «Джангара». К двенадцати годам он освоил значительную часть калмыцкого эпоса.
С 1918 года занимался рыбной ловлей. В 20-е годы XX века работал в колхозе «Эрдниевский».
В 1933 году впервые принял участие в конкурсе исполнителей калмыцкого эпоса в Калмыцком Базаре (сегодня входит в состав Астрахани). В 1940 году занял третье место на конкурсе джангарчи, посвящённом 500-летию «Джангара», после Мукебюна Басангова и Давы Шавалиева.
В годы Великой Отечественной войны принимал участие в сражениях Сталинградской битвы, после второго ранения был демобилизован.
С 1957 года регулярно принимал участие в конкурсных словесных состязаниях по знанию эпоса «Джангар».

## Творчество
Телтя Лиджиев принадлежал к канонической школе джангарчи Ээляна Овла, которая не изменяла сюжеты песен. Учителем Телти Лиджиева был Бадмин Менкенасан, от которого он усвоил две крупные песни эпоса «Джангар» — «О Шара-Гюргю» и «О поражении свирепого хана мансагов Хара-Киняса».
Был единственным исполнителем репертуара Ээляна Овла, записанного учёным-монголоведом Владиславом Котвичем.
Из уст Телти Лиджиева записаны следующие ранее не известные исторические песни:
- «Сказание о Цаган-Амане»
- «Предание о том, как поссорился Увш хан с русским Цаган-Аманом»
- «Хан казахский и пять обхватов»

Индивидуальному творчеству Телти Лиджиева посвящена книга Биткеева «Поэтическое искусство джангарчи», Элиста, 1982.